# Божидар Стошић
Божидар „Боле” Стошић (Скопље, 21. јул 1937 — Београд, 13. децембар 2018) био је српски филмски, телевизијски и позоришни глумац.
Више од пет деценија бавио се глумом, а каријеру је започео појављивањем у филму Цвеће и балони, 1960. године као чистач ципела. Био је члан Позоришта „Бошко Буха” и Београдског драмског позоришта (БДП). Најзначајније улоге имао је у ТВ серијама Хиљаду зашто?, Позориште у кући, Срећни људи и Породично благо.
Године 2004. био је члан жирија 41. Филмских сусрета у Нишу, а 2008. године додељена му је Награда Миодраг Ђукић.

## Биографија
Заједно се са породицом, 6. априла 1941. године преселио у  Нишку бању, а 1945. године у Београд.
Након завршене основне школе, похађао је Трећу београдску гимназију, у којој је 1953. године уписао Драмску секцију, коју је водио Слободан Алигрудић. Након завршетка гимназије, уписао је Медицински факултет у Београду, на којем је студирао годину дана, а за то време био је члан Омладинског позоришта Лола Рибар, где је одиграо неколико улога. Након исписивања са Медицинског факултета, Стошић уписује Академију за позоришну уметност и након завршетка добија ангажман у Позоришту „Бошко Буха” у Београду, а након тога у Београдском драмском позоришту (БДП), чији је био члан све до пензије.
Био је члан Позоришта на Теразијама, где је играо у представама Београд некад и сад (1970), Дундо Мароје (1973), Бал лопова (1973), Неки то воле вруће (2007), а последњу улогу остварио је у представи Фантом из Опере (2017).
Био је један од оснивача Позоришта на Теразијама, а од 2014. године до смрти био је председник Управног одбора тог позоришта.

## Смрт
Преминуо је 13. децембра 2018. године у Београду, а сахрањен је у Алеји заслужних грађана на Новом гробљу у Београду.

## Улоге
| Год.       | Назив                                                   | Улога                         |
| ---------- | ------------------------------------------------------- | ----------------------------- |
| 1960-те    |                                                         |                               |
| 1960.      | Цвеће и балони (ТВ)                                     | Чистач ципела                 |
| 1962.      | Прозван је и V-3                                        | Чврга Митровић                |
| 1963.      | Капетан Смело срце (ТВ)                                 |                               |
| 1964.      | У једном граду ко зна ком (серија)                      |                               |
| 1965.      | Хиљаду зашто? (серија)                                  |                               |
| 1966.      | Бананин брат (ТВ)                                       | Милиционер                    |
| 1966.      | Штићеник                                                | Мали                          |
| 1967.      | Терговци (ТВ)                                           | Исаија                        |
| 1967.      | Ни црно ни бело (серија)                                |                               |
| 1967.      | Врло стара прича (ТВ)                                   |                               |
| 1968.      | Самци (ТВ серија)                                       |                               |
| 1968.      | Наш пријатељ Пепи (ТВ)                                  |                               |
| 1968.      | Распуст (ТВ)                                            |                               |
| 1969.      | Акваријум (ТВ)                                          |                               |
| 1969.      | Аутостопер (ТВ)                                         |                               |
| 1969.      | Трагедија на сплаву (ТВ)                                |                               |
| 1969.      | Туберкулоза (ТВ)                                        | Буразер                       |
| 1970-те    |                                                         |                               |
| 1970.      | Рођаци (серија)                                         | Мурат                         |
| 1970.      | Десет заповести (серија)                                |                               |
| 1970.      | Бициклисти                                              | Златко                        |
| 1970.      | Леваци (серија)                                         | Младић                        |
| 1971.      | Од сваког кога сам волела (мини-серија)                 |                               |
| 1971.      | Операција 30 слова (серија)                             |                               |
| 1971.      | С ванглом у свет (серија)                               |                               |
| 1971.      | Дипломци (серија)                                       | Бубњар Василије               |
| 1972.      | Смех са сцене: Савремено позориште                      |                               |
| 1972.      | Не газите мушкатле (ТВ)                                 |                               |
| 1972.      | Ћу, ћеш, ће (мини-серија)                               |                               |
| 1972.      | Мајстори (серија)                                       | Крлетов помоћник              |
| 1973.      | Слике без рама из дечијих књига (серија)                |                               |
| 1973.      | Тај луди средњи век (ТВ)                                |                               |
| 1973.      | Писмо (кратак филм)                                     |                               |
| 1973.      | Позориште у кући (серија)                               | Живослав                      |
| 1973.      | Бећарски дивани (ТВ)                                    |                               |
| 1974.      | Димитрије Туцовић (ТВ серија)                           |                               |
| 1975.      | Павле Павловић                                          | Павлов комшија                |
| 1975.      | Живот је леп (серија)                                   | Железничар                    |
| 1975.      | Андра и Љубица (ТВ)                                     |                               |
| 1975.      | Велебитске саонице или три швалера и једна девојка (ТВ) |                               |
| 1975.      | Синови (ТВ)                                             | Келнер                        |
| 1975.      | Ђавоље мердевине (серија)                               | Травка                        |
| 1976.      | Кухиња (ТВ)                                             | Мајкл                         |
| 1976.      | Невидљиви човек (ТВ)                                    | Жика Жикић                    |
| 1976.      | Успон и пад Жике Проје (серија)                         | Борко                         |
| 1977.      | Ана воли Милована (ТВ)                                  |                               |
| 1977.      | Професионалци (серија)                                  |                               |
| 1978.      | Сва чуда света                                          |                               |
| 1979.      | Усијање                                                 | Италијански официр            |
| 1980-те    |                                                         |                               |
| 1980.      | Било, па прошло (серија)                                |                               |
| 1980.      | Врућ ветар (серија)                                     | Водоинсталатер/Ауто-механичар |
| 1981.      | Светозар Марковић (серија)                              |                               |
| 1981.      | Дувански пут (мини-серија)                              | Италијански официр            |
| 1982.      | Подвизи дружине Пет петлића (мини-серија)               | (глас)                        |
| 1986.      | Медвед 007 (ТВ)                                         |                               |
| 1987.      | И то се зове срећа (серија)                             | Зрле                          |
| 1988.      | Мала Нада (серија)                                      | Конобар                       |
| 1989.      | Другарица министарка (серија)                           |                               |
| 1990-те    |                                                         |                               |
| 1991.      | Најтоплији дан у години (југословенско-британски филм)  |                               |
| 1993.      | Мрав пешадинац                                          | (глас)                        |
| 1994.      | Голи живот                                              | Жути                          |
| 1995.      | Театар у Срба (серија)                                  | Чича Илија Станојевић         |
| 1995.      | Крај династије Обреновић (серија)                       |                               |
| 1993—1996. | Срећни људи (серија)                                    | Срећко Шљивић                 |
| 1996.      | Горе доле (серија)                                      | Нови руководилац              |
| 1997.      | Гранд Прикс (ТВ)                                        |                               |
| 1997.      | Летопис — О језику роде (ТВ документарни)               |                               |
| 2000-те    |                                                         |                               |
| 2000.      | А сад адио (ТВ)                                         | Ђорђе Стаменковић „Мачак“     |
| 1998—2002. | Породично благо (серија)                                | Ђорђе Стаменковић „Мачак“     |
| 2003.      | Јагода у супермаркету                                   | Старији полицајац             |
| 2005.      | Љубав, навика, паника (серија)                          | Ханц                          |
| 2006.      | Идеалне везе (серија)                                   | Комунални инспектор           |
| 2006—2007. | Агенција за СИС (серија)                                | Живко                         |
| 2007—2008. | Кафаница близу СИС-а (серија)                           | Живко                         |
| 2010-те    |                                                         |                               |
| 2010.      | Куку Васа (серија)                                      | Павлов разредни старешина     |
| 2011.      | Бела лађа (серија)                                      | Судија Старчевић              |
| 2016.      | Сумњива лица                                            | Пиколо                        |